# Monopod

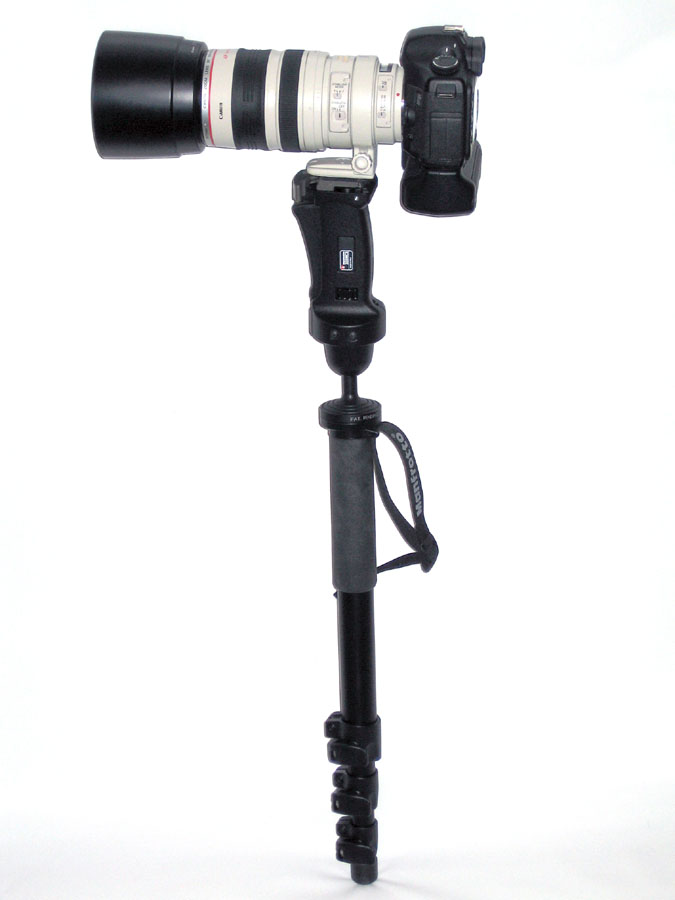
Monopod przymocowany do obiektywu

Monopod (gr.>łac. mono – pojedynczy, pod – stopa, noga) – najprostszy rodzaj statywu fotograficznego, składający się tylko z jednej nogi.
Monopod stabilizuje całkowicie aparat fotograficzny tylko w jednej, pionowej płaszczyźnie. Mimo to jest jednak przyrządem wygodnym, gdyż znacznie ułatwia fotografującemu ręczne stabilizowanie aparatu w pozostałych płaszczyznach. Podstawową wadą monopodu jest konieczność podtrzymywania aparatu przez cały czas fotografowania, gdyż nawet dobre zablokowanie dolnej części nogi monopodu (np. pomiędzy kamieniami) nie zapewnia sztywności całości.
Monopod ułatwia fotografowanie obiektywami długoogniskowymi oraz z czasami naświetlania trochę dłuższymi od standardowych czasów zapewniających nieporuszone zdjęcia przy danym obiektywie. Jest również pomocny przy pracy z cięższymi aparatami.
Podstawową wadą monopodu jest niemożność jego samodzielnego postawienia, znajduje jednak zastosowanie wszędzie tam, gdzie noszenie pełnego statywu jest uciążliwe (np. turystyka piesza, w szczególności górska), trzeba się szybko przemieszczać z rozłożonym statywem lub też szybko go rozkładać i składać (np. zdjęcia reporterskie) lub nie ma miejsca na pełny statyw (np. fotografowanie z tłumu ludzi lub fotografia przyrodnicza wśród bujnej roślinności). Przy pomocy monopodu można również wykonywać charakterystyczne tylko dla niego zdjęcia efektowe w postaci zdjęć poruszonych o płynnym ruchu.
Ciekawym rozwiązaniem są monopody powstające po odkręceniu rączki kijków turystycznych.